# Kavad I
Kavad I o Kaveh I (449-531), rey del Imperio sasánida.
Su reinado duró entre el 488 hasta el 531.

## Contexto histórico
Kavad I era hijo de Peroz I (rey en los años 457-484). Fue coronado por los nobles en el lugar de su tío Balash (484-488), depuesto y cegado.
En aquellos tiempos, el imperio estaba completamente desorganizado debido a la invasión de los heftalitas o hunos blancos desde el este. Tras una de sus victorias contra Peroz I, Kavad fue tomado como rehén durante dos años, en espera del pago de un fuerte rescate. En el 484, Peroz había sido derrotado y asesinado con su ejército entero. Balash fue incapaz de restaurar la autoridad real. Las esperanzas de los nobles y altos sacerdotes de que Kavad podría servir a sus propósitos se desvanecieron rápidamente.

## Reinado interrumpido
En 488, Kavad volvió a Persia con ayuda de los heftalitas. Pronto dio su apoyo a la secta fundada por Mazdak, hijo de Bamdad, quien pedía que los ricos dividieran sus riquezas y sus mujeres entre los pobres. Su intención al adoptar la doctrina mazdakita era, evidentemente, acabar con la influencia de los nobles y magnates. Pero en el 496 fue depuesto y encarcelado en la “Torre del Olvido” en Susiana, y su hermano Djamasp (496-498) accedió al trono.
Sin embargo, Kavad pudo escaparse y encontró refugio entre los heftalitas, cuyo rey le dio a su hija en matrimonio y le ayudó a volver a Persia. En el 498, Kavad se convirtió de nuevo en rey y castigó a sus rivales.

## Guerra contra Bizancio
Tenía que pagar tributo a los heftalitas por su ayuda y para ello solicitó subvenciones a Bizancio, quien había ayudado a los persas con anterioridad. Pero esta vez, el nuevo emperador Anastasio I (491-518) declinó pagar, esperando seguramente que los dos rivales del este se enzarzaran en una guerra que le beneficiara. Al mismo tiempo, Anastasio intervino en los asuntos de la parte persa de Armenia.
Así pues, Kavad se alió de nuevo con los heftalitas y empezó una guerra contra Bizancio. En el 502 tomó Teodosiopolis (actual Erzurum) en Armenia; y en el 503 Amida (Diarbekr) en el Tigris. En el 505, una invasión de Armenia por los hunos occidentales del Cáucaso llevó a un armisticio, durante el cual los bizantinos pagaron subvenciones a los persas para el mantenimiento de las fortificaciones en el Cáucaso.
Cuando Justiniano I (527-565) accedió al trono en Constantinopla, el conflicto se reanudó. El vasallo persa, Mondhir de Hira, convirtió Mesopotamia en tierra baldía y masacró a monjes y monjas. En el 531, Belisario fue derrotado en la batalla de Calinico. Poco después, Kavad I fallecía a la edad de 82 años, en septiembre del 531. Durante sus últimos años, su hijo favorito Cosroes I había tenido una gran influencia sobre él y había sido proclamado sucesor. Así mismo, indujo a su padre a romper con los mazdakitas, cuya doctrina se había extendido ampliamente causando una gran confusión social por toda Persia. Los mazdakitas fueron perseguidos a partir de ese momento (529); Mazdak mismo fue colgado.

## Resumen
Kavad I fue, tal y como Procopio le llamó, un gobernante enérgico e inusualmente clarividente. A pesar de que no pudo liberarse del yugo de los heftalitas, tuvo éxito al restaurar el orden en el interior, y luchó, igualmente con éxito, contra los bizantinos. Construyó varias ciudades que se llamaron como él, y empezó a regular los impuestos.